# アトムヴァッフェン・ディビジョン
アトムヴァッフェン・ディビジョン（アトムヴァッフェンはドイツ語で「核兵器」を意味する）、AWD、核兵器師団、国民社会主義抵抗戦線は、国際的な極右過激派組織であり、ネオナチのテロリスト・ネットワークである。2013年にアメリカ南部を拠点として結成され、以来アメリカ国内に広がり、さらにイギリス、アルゼンチン、カナダ、ドイツ、バルト三国、その他のヨーロッパ諸国にも拡大している。一部のジャーナリストからはオルタナ右翼の一部とみなされているが、AWDはこのレッテルを拒否しており、オルタナ右翼の中でも過激派とされる。AWDは「21世紀で最も暴力的なネオナチ運動の一つ」と評されている。南部貧困法律センター（SPLC）によりヘイト団体としてリストされており、イギリスやカナダなど複数の政府からテロ組織に指定されている。
アトムヴァッフェン・ディビジョンのメンバーは、複数の殺人、爆破、テロ攻撃の計画、その他の犯罪行為に関与しているとされている。

## 歴史
2015年、設立メンバーであるブランドン・ラッセルにより、ネオファシストおよびネオナチのウェブフォーラム「IronMarch.org」上でグループの結成が発表された。このフォーラムは2017年に閉鎖されるまで、北欧抵抗運動、ナショナル・アクション、カサポウンド、黄金の夜明けなどのネオナチ・テロ行為や暴力的な武装組織に関連していた。初期の投稿において、グループは自身を「非常に狂信的かつイデオロギー的な同志の集団であり、活動と軍事訓練の双方を行っている。徒手格闘や武器訓練、その他さまざまな訓練も実施している。活動に関しては、現実世界での意識喚起を非従来の手段で行っている」と表現していた。
2017年時点で、グループのメンバーシップは主に若者で構成されており、大学キャンパスで新しいメンバーを募っていた。大学キャンパスでの勧誘ポスターとビラ活動では、学生たちに「地域のナチスに参加しよう！」や「ナチスが来るぞ！」と言うよう促していた。シカゴ大学、セントラルフロリダ大学、バージニア州ノーフォークのオールドドミニオン大学、ボストン大学などに勧誘ポスターが掲示された。アトムヴァッフェン・ディビジョンは、アメリカ軍の退役軍人や現役兵士を何人か採用しており、彼らは組織のメンバーに銃火器の使用方法や軍事戦術を訓練している。アメリカ海軍の将校は、グループのために12人のメンバーを勧誘したとして追放され、グループのために武器を密売・製造していたとして、4人のアメリカ海兵隊員が起訴された。アトムヴァッフェンのメンバーたちは、アゾフ大隊やロシア帝国運動と訓練を行おうとしたこともある。2020年10月、ウクライナはアトムヴァッフェンのメンバー2人を追放した。彼らは殺人やテロを扇動するために、アゾフ大隊に参加しようとしたためであった。
2018年時点で、アトムヴァッフェンはさまざまな関連するネオナチグループやファシズム、サタニズムのOrder of Nine Angles（O9A）という組織と関係があった。この組織は、強姦や人身御供を支持している。
2018年の調査中、プロパブリカはグループのメンバーによって書かれた25万件の暗号化されたチャットログを入手した。2018年初頭には、アトムヴァッフェンのメンバーは80人と推定されていたが、プロバブリカは最大で100人に達すると見積もった。国際テロ対策センターによると、このグループは60〜80人のフルメンバーに加えて、多くの「新規参加者」を抱えているという。
2020年3月14日、メイソンはアトムヴァッフェン・ディビジョンが解散したと主張した。しかし、グループは米国務省によって外国テロ組織に指定される寸前であり、反名誉毀損連盟（ADL）は「この動きは実際に過激派活動を終わらせるのではなく、メンバーに余裕を与えるためのものだ」と述べた。連邦法執行機関が配布したインテリジェンス・ブリーフは、アトムヴァッフェンとその支部がCOVID-19パンデミックを利用しようとしたことを警告していた。2020年3月25日、アトムヴァッフェンに関連するミズーリ州の男性が、コロナウイルスの犠牲者を治療する病院を車爆弾で爆破しようと計画し、FBIとの銃撃戦で死亡したとされている。
テロ対策専門家によると、アトムヴァッフェンは依然として活動しており、ヨーロッパにおいて新たな関連団体を設立し続けているという。2020年5月31日、新たなアトムヴァッフェンの細胞がロシアで発見されたことが発表された。また、地元の治安機関はスイスでの細胞の存在も明らかにしており、これによりドイツ当局の懸念が確認された。ドイツ当局は、スイスがアトムヴァッフェンのドイツでの活動の要となり、法執行機関の捜査を逃れる手助けをしていると考えていた。ヨーロッパの治安当局は、アメリカの関係者に対してこれらの細胞に対抗するための支援を求め、これらをテロ組織として指定するよう強く促している。
2020年8月、グループは解散が宣言された数か月後に再び姿を現し、今回は「国民社会主義騎士団（NSO：National Socialist Order）」として活動を再開した。
2021年4月22日、イギリス政府はアトムヴァッフェン（国民社会主義騎士団）をテロ組織として禁止すると発表した。カナダとオーストラリアも同様の措置を講じ、極右組織に対する包括的な禁止の中で、現地のアトムヴァッフェン支部を違法化した。
2022年9月12日、元NSOのメンバーたちは自らのウェブサイトにブログ投稿を公開し、新たな組織「国民社会主義抵抗戦線（National Socialist Resistance Front）」の設立を宣言した。
2023年、ViceとThe Guardianによると、アトムヴァッフェン・ディビジョンのメンバーは「積極的な役割を果たしており」、様々なネオナチや白人至上主義グループの緩やかなネットワークであるアクティブ・クラブ・ネットワークの組織に関与しているという。 アトムヴァッフェンのカナダ支部のリーダーで、テロリズム関連の罪で起訴されているパトリック・ゴードン・マクドナルドは、カナダのアクティブ・クラブのメンバーでもあったとされている。2023年12月時点で、北方騎士団（Northern Order）の創設メンバーであるクリストファー・ニッパックもアクティブ・クラブのメンバーであることが確認されている。ニューブランズウィック大学の犯罪学・刑事司法プログラムのディレクターであるデイヴィッド・ホフマンによれば、アトムヴァッフェンはテロ組織として禁止されている地域での活動を隠すためにアクティブ・クラブを利用しているとのことだ。
アトムヴァッフェンのイデオロギーは民主主義と議会主義への反対を強調しているが、アトムヴァッフェンの有力メンバーは、地元の極右政党の有力なメンバーとしても権力を握るようになった。AWDフィンランドのヴィルヤム・ニーマンは、フィンランドのフィン人党のラップランド地区の委員会のメンバーであり、別のフィンランドのメンバーは党のイデオローグで、フィン人党の機関紙に数十本の記事を発表していた。また、エストニア保守人民党の国会議員ルーベン・カーレプや、ドイツのAfDの国会議員ダニエル・ハレンバもアトムヴァッフェンのメンバーとつながりがあった。
The Guardianによると、「ニューヨーク州バッファロー、テキサス州エルパソ、フロリダ州ジャクソンビルでの大量殺人事件の犯人たちは、アトムヴァッフェンのメッセージを自らのインスピレーションとして挙げている」。

## イデオロギー
アトムヴァッフェンは、そのプロパガンダビデオの中で、アメリカ合衆国憲法や星条旗を燃やし、また、アメリカ合衆国連邦政府への攻撃、人種的マイノリティへの攻撃、ゲイの人々への攻撃、ユダヤ人への攻撃を支持している。そのビデオには、これらのマイノリティに対する攻撃の映像も含まれている。 アトムヴァッフェン・ディビジョンは、いくつかの大量殺人計画、公共の水道システムを麻痺させる計画、アメリカ本土の電力送電網の一部を破壊する計画に関与してきた。また、原子力発電所を爆破する計画も立てていたとされている。この組織の目的は、テロリズムとゲリラ戦術を駆使して、アメリカ合衆国の連邦政府を暴力的に転覆させることである。2017年以降、この組織はアメリカでの8件の殺人事件やいくつかの暴力的なヘイトクライムに関連しており、その中には暴行、強姦、複数の誘拐および拷問事件も含まれている。
この組織は、明確にネオナチズムを支持しており、ジェームズ・メイソンと彼の出版物『スィージ』から多くの影響を受けている。この『スィージ』は1980年代半ばに発行された、アメリカの「国民社会主義解放戦線」のニュースレターで、アドルフ・ヒトラー、ジョセフ・トマッシ、チャールズ・マンソン、サヴィトリ・デヴィに敬意を表していた。その後、同じタイトルの本として出版され、アトムヴァッフェン・ディビジョンの全メンバーにとって必読書となっている。メイソンは、ネオナチでホロコースト否定論者であり、法の不在と無政府状態を作り出すために殺人と暴力を推奨し、体制を不安定にすることを主張している。彼はこのグループの主要なアドバイザーである。
AWDは、ジェームズ・ノーラン・メイソンと現在は解散したアイアン・マーチフォーラムによって広められた、極右加速主義運動に属する最も注目すべきグループの一つである。現代のネオファシズム政治の文脈において、極右加速主義は、社会的変革を達成しようとする試みが文明的な政治活動によっては効果を上げないという信念を持つ過激なアプローチである。その代わりに、暴力的なテロ行為（「加速剤」）を使用して、国家をますます不安定にし、最終的に政府が基本的な安全保障や開発機能を維持できなくなるまで進行させることを強調する。その時点で、革命的な前衛党が成功裏に権力を掌握し、かつての民主政府を、ナチス・ドイツに似た権威主義的なネオファシズムの理想に基づいた白人占有国家に再ブランド化することができるというのが、このアプローチの狙いである。
アトムヴァッフェンは超教義的ナチズムやオカルトからの影響も受けており、志望者のための推奨読書リストには、サヴィトリ・デヴィの作品や、イギリスのネオナチでサタニストの指導者であるOrder of Nine Anglesの創設メンバー、アントン・ロングの作品が含まれている。グループの一部のメンバーは、サラフィー主義やジハード主義の形態のイスラム教にも共感している。アトムヴァッフェン・ディビジョンの創設者であるブランドン・ラッセルは、オーランドのナイトクラブ銃撃事件を引き起こし、イスラム国に忠誠を誓ったオマール・マティーンを「英雄」と表現したとされている。グループはそのプロパガンダの中で、ウサーマ・ビン・ラーディンを崇拝し、アルカイダやISIL内の「殉教と反乱の文化」を模倣すべきものと見なしている。アトムヴァッフェンは白人ジハードを推進し、ハマスのようなイスラム過激派との同盟を提唱しており、そのテレグラムチャンネルではグループを宣伝している。アトムヴァッフェン・ディビジョンのメンバーであるスティーブン・ビリングスリーは、オーランドの銃撃事件の犠牲者のためにテキサス州サンアントニオで行われた追悼集会で、頭蓋骨のマスクを着用し、「神はゲイを憎む」というサインを持っている姿が写真に収められた。このモットーは、ホモフォビアで知られるウエストボロ・バプティスト教会に関連している。アトムヴァッフェン・ディビジョンは反共主義だが、北朝鮮の主体思想を人種的純粋性と自給自足のモデルとして共感し、推進している。

## 非アメリカ支部

### イギリス（ゾンネンクリーク・ディビジョン）
ゾンネンクリーク・ディビジョン（[ˈzɒnənˌkriːɡ]；ゾンネンクリークはドイツ語で「太陽戦争」を意味する）は、アトムヴァッフェンのイギリス支部であり、電子メールやチャットルームの議論を通じてアトムヴァッフェンとの繋がりを維持しており、類似の名称を使用し、似たような宣伝活動を行っている。このグループは2018年12月に表面化した。その際、グループのメンバーがディスコードサーバー上で、ヘンリー王子がメーガン・マークルと結婚したことを理由に「民族の裏切り者」であり、射殺されるべきだと示唆したことが明らかになった。他に、彼女は混血であるといった非難や、警察官はレイプされて殺されるべきだという発言や、白人女性が非白人と交際する場合は絞首刑にすべきだという発言が行われた。2018年に結成された当初、このグループはイギリスとヨーロッパで10人から15人のメンバーを擁していると考えられており、メンバーの中には以前のネオナチグループである体制抵抗ネットワーク（ナショナル・アクションの別名）に関与していたと思われる者もいるとされている。このグループはイギリスでのさまざまな人種的暴力行為や放火事件と関連していたとされている。BBCは、このグループの指導者が21歳のアンドリュー・ダイモックと18歳のオスカー・ダン・コツォロフスキーであることを報じた。
警察は2018年12月初旬、極右活動に関する「進行中の調査」の一環として、ゾンネンクリークのメンバーとされる3人を逮捕した。英国の国内情報機関であるMI5は、極右テロリズムの監視において政府の主導をとっていた。

ゾンネンクリークが一部の声明で使用しているロゴ

2019年6月18日、ゾンネンクリークのメンバーであるダン＝コツォロフスキーと19歳のミハウ・シェヴチュクは、テロ行為に関連する罪で投獄された。検察によると、彼らは「体制への総攻撃」を呼びかけ、ダン＝コツォロフスキーは「恐怖こそが人々を最も駆り立てるものであり、突然の死の恐怖以上に人々を動かすものはない」と宣言して、行動を起こす意図があったという。さらに、このグループはジェームズ・メイソンに影響を受けており、メイソンは「現在の右翼過激主義における最も暴力的で革命的、そして潜在的にテロ的な表現を代表する存在であるかもしれない」とされていた。ダン＝コツォロフスキーはテロ行為を扇動したとして18か月の刑を言い渡され、シェヴチュクはテロ行為を扇動し、爆弾製造の手順書などテロに役立つ文書を所持していたとして4年の刑を言い渡された。
イギリスの反ファシズム活動家たちは、ゾンネンクリークが「Order of Nine Angles」に影響を受けており、ナショナル・アクションよりも極端で、潜在的により暴力的であると主張している。Hope not Hateの年次報告書「State of Hate」では、「一部のメンバーはこれらのサタニックな幻想を実行し、彼ら自身のメンバーに対する強姦や監禁の告発が広まっている」と述べられている。ゾンネンクリークのメンバーは、女性の支持者がグループの男性メンバーによって拷問され、ナイフで傷つけられる動画を共有していた。警察が押収したゾンネンクリークのプライベートメッセージには、グループのメンバーが女性を虐待する映像が含まれており、ハーケンクロイツやルーン文字が肉体に刻み込まれた女性の強姦の画像も含まれていた。
2019年2月20日、18歳のヤツェク・チョルゼフスキは、ルートン空港で反テロリズム部隊に停止された。彼はテロ行為の疑いで逮捕され、警察は武器や爆発物の製造方法、そしてナチスのプロパガンダに関する「膨大な量のマニュアル」を発見した。裁判では、チョルゼフスキが「テロ攻撃を実行することが自分の夢であり、そのためにドイツから銃器と爆発物を密輸するつもりだった」と述べていたことが明らかにされた。また、彼の刑務所の独房からは、「心に恐怖を満たし、ロンドンの街を血で染めよう」と書かれたノートも提出された。反テロリズム部隊の司令官リチャード・スミスは、チョルゼフスキがゾンネンクリークと関係があると述べた。アヌジャ・ディア裁判官は、チョルゼフスキを「サタニズムやオカルトの実践に関心を持つ深く根ざしたネオナチ」とし、「特に懸念すべき犯人」と評価した。2019年9月20日、チョルゼフスキはテロ行為に関する罪でオールド・ベイリーにて4年の刑を言い渡された。
2019年12月4日、アンドリュー・ダイモックは15件のテロ行為に関する罪で逮捕され、テロを扇動したことやテロ組織への資金提供を行ったことが含まれていた。彼は2018年6月、アメリカ合衆国に向かう途中、ガトウィック空港で初めて逮捕されていた。ダイモックは、以前の女性への暴行に関連して、10代の少女に対する性的犯罪の容疑でも取り調べを受けていた。彼は2021年6月12日に全ての罪で有罪判決を受け、2021年7月21日に7年の懲役刑を言い渡された。
2020年2月、ゾンネンクリークは、ナショナル・アクションに続き、テロリスト組織として禁止された2番目の右翼過激派グループとなった。
2020年9月2日、ハリー・ヴォーンは14件のテロ行為に関する罪と児童ポルノ所持の罪を認めた。ヴォーンはナショナル・アクションとゾンネンクリークの両方に関係していた。警察が彼の自宅を捜索した結果、爆弾や起爆装置の作り方を示した文書、児童ポルノ、レイプや殺人を助長する「サタニックでネオナチ的な」ONA（Order of Nine Angles）の本が発見された。さらに、彼はオールド・ベイリーで、銃器愛好者であり、逮捕時には2人の幼い妹と共に生活していたと説明された。2023年6月、ヴォーンは児童ポルノ製造に関する新たな罪を認めた。
2021年3月2日、オーストラリアの内務大臣ピーター・ダットンは、オーストラリア保安情報機構（ASIO）の提案を受け入れ、ゾンネンクリークを「テロリスト組織」として指定することを決定した。これには、オーストラリアへの影響があることが理由として挙げられた。ゾンネンクリークは2021年3月22日、正式にオーストラリアで禁止された。
2022年12月、バッキンガムシャーの男性がユダヤ人の隣人を攻撃し、その模様をライブ配信する計画を立てていた。ハイ・ウィコム青年裁判所は、2023年に彼に2年間のリハビリテーションプログラムへの参加を命じた。『エコノミスト』によると、イギリスのアトムヴァッフェンのメンバーが2024年のイギリス暴動に参加していたと報じられた。アトムヴァッフェンに関連するテレグラムチャンネルは、「暴動の宣伝と計画を調整していた」とも報告されている。

### ドイツ（AWDドイツ）
2018年6月1日、ドイツ語と英語で「AWD Deutschland: Die Messer werden schon gewetzet（AWDドイツ：ナイフはすでに研がれている）」というタイトルのビデオで、グループはドイツにおける細胞または支部の設立を発表し、「長い戦い」の約束を行った。グループのビラはベルリンで発見され、学生をターゲットにしていた。2019年6月、アトムヴァッフェンのプロパガンダがケルンのトルコ系移民地区で発見された。そこはネイル爆弾攻撃が行われた場所であり、さらに同様の攻撃が予告されていた。
ある匿名のアメリカの活動家は、アトムヴァッフェン・ディビジョンからの脅威のため、安全上の理由でドイツに移住した。2018年11月、彼らは連邦刑事庁から当局に緊急に来るようにとの電話を受けた。アトムヴァッフェンのメンバーがドイツに旅行しており、警察はFBIからの情報に基づいて、彼らがグループによって殺害される危険にさらされていると考えていた。
2019年10月、組織のメンバーを名乗る人物がドイツの政治家であるジェム・オズデミルとクラウディア・ロートに対して殺害予告を送った。「今、私たちはどのように、そしていつあなたを実行するかを計画しています。次の公開集会ででしょうか？それともあなたの家の前で仕留めるのでしょうか？」という内容の一部が、チェルケス系のルーツを持っていたドイツ連邦議会議員のオフィスに送られた。これらの殺害予告はアンゲラ・メルケルによって非難され、内務省のスポークスマンであるスティーブ・アルターは、安全機関が「このグループをすでにしばらく前から監視している」とコメントした。
ドイツのT-Onlineは、グループのメンバーの一人「A」の身元を特定した。この人物は、ドイツのプライバシー法に基づき「A」として言及されている。「A」は、以前、今は閉鎖されたウェブサイトで化学物質の取り扱いや爆発物HMTDの作り方について指導していた。また、違法に防弾具を所持していたことで有罪判決を受けたことがある。記事によると、「A」は武道の経験があり、彼のソーシャルメディアには銃器を使って練習している様子が見られる。グループはドイツのテューリンゲン州アイゼナハのどこかに集会用の家を持っている。
2020年2月5日、バイエルン州のチェコ国境近くの町で、22歳のメンバーが逮捕され、彼から複数の銃器が押収された。彼はテロ攻撃の準備の疑いで捜査されている。ドイツ警察によると、この男性は他のグループメンバーに対し、「敵」に対する攻撃で自爆する意向を示していたという。また、彼は違法な銃器を調達し、密輸する方法について他のメンバーに指導していたともされている。
ハレのシナゴーグ銃撃事件の容疑者であるシュテファン・バリエットがアトムヴァッフェン・ディビジョンの資料を所持していたことが明らかになったが、彼のグループとの関係は不明である。
2021年9月、ヘッセン州シュパンゲンベルクの20歳のマーヴィン・Eがテロの疑いで逮捕された。捜査官たちは、彼が所持していた600個の自作爆発物を発見した。捜査官によると、この男性はアトムヴァッフェン・ディビジョンと接触していたという。2023年5月8日、マーヴィン・Eはヘッセン州でアトムヴァッフェン・ディビジョンの地方支部を結成し、爆発物を製造し、銃器を調達し、それらを使って攻撃を計画していたとして有罪判決を受け、3年10か月の懲役刑が言い渡された。
2022年4月、ドイツの11の連邦州で数百人の警官が「アトムヴァッフェン・ディビジョン」のメンバーと疑われる人物に対して捜索を行った。50人の容疑者の中には、連邦軍の軍曹も含まれていた。家宅捜索では、カラシニコフ銃や金塊に加え、金銭や弾薬も押収された。
数か月にわたる監視の後、警察は2022年6月3日にポツダムで行動を起こし、右翼のテロ攻撃を準備していたとされる17歳のネオナチを逮捕した。この少年は、武器、弾薬、爆発物の製造指示書を入手し、爆発物や火炎放射器を自分で製作し、初期の爆発実験を行ったとされている。捜査官によると、彼の自宅と事務所からの証拠がその疑いを裏付けた。ブランデンブルク州検察庁は、国家に危険を及ぼす重大な暴力行為の準備、爆発物法違反、及び非憲法的組織のシンボル使用の疑いで手続きを開始した。
2022年10月4日、モーリス・Pの裁判が始まった。モーリスはアトムヴァッフェン・ディビジョンのメンバーとされ、ジャマイカ人男性の喉を切りつけ、頸動脈をかろうじて外したとして殺人未遂の罪で起訴された。
アトムヴァッフェン・ディビジョン・ヨーロッパは、ドイツ人と関係のあるウクライナ人やポーランド人のサブグループである。グループのリーダーの一人であるパトリック・Gは、右翼音楽レーベル「ノイアー・ドイツ・スタンダード」や右翼ファッションブランド「イーゼグリム・クロージング」と関連している。ポーランド警察は、メンバーのアパートを捜索し、ナチスの記念品や高価なボディアーマーを発見した。ドイツのアマデウ・アントニオ財団が2021年4月19日に発表した調査によると、メンバーたちはUZIサブマシンガンを調達しており、ウクライナでアゾフの訓練キャンプに参加していたという。

### カナダ（北方騎士団）
このグループは、カナダにも北方騎士団（Northern Order）と呼ばれる関連組織を通じて存在感を示しており、カナダ軍の構成員が含まれている。グループのメンバーは、アメリカ合衆国のアトムヴァッフェン訓練キャンプに参加していることも知られている。グループの一員として確認された偽名の個人の一人は、アトムヴァッフェンのためにプロパガンダを作成する21歳の「邪悪な外国人」であった。グループは、ケベックシティのモスク銃撃事件の周年を祝うために、カナダのモスクにネオナチのスローガンを落書きした。オタワの落書きされたモスクの外でも銃声が報告された。
アトムヴァッフェンに関連するネオナチがカナダ海軍に所属しており、バルカン半島からフランスのマルセイユにいるネオナチに対してハンドガン、突撃銃、手榴弾、RPG-7を販売していることが発覚した。この男はセルビアのCombat 18および地元の別のネオナチギャング「MC Srbi」との関係があることが明らかになっている。彼は少なくとも6のバルカンの都市を訪れ、連絡先の人物と会い、火器を調達していたことが確認された。
パトリック・ジョーダン・マシューズ伍長（26歳）は、グループに関連しているとされており、リクルートを行っているカナダ軍のメンバーの一人である。彼はまた、ザ・ベースに関連しているとも非難されている。2019年8月、ウィニペグ・フリープレスによってネオナチのリクルーターとして暴露された2日後、彼のトラックが国境近くで放置されているのが発見され、彼が国境を越えて密入国し、アメリカ合衆国で地下に潜伏しているのではないかと疑われた。マシューズは2020年1月にメリーランド州でFBIに逮捕された。彼と共にいたグループの他の2人のメンバー、33歳のブライアン・レムリー・ジュニア（米陸軍の退役軍人）と19歳のウィリアム・ビルブロウ4世も共に逮捕された。宣誓供述書によると、彼らは突撃銃を製造し、オカルト儀式のために精神活性薬物DMTを製造していた。彼らはまた、防弾チョッキ、機関銃、1600発以上の弾薬を所持していた。彼らは、機関銃の輸送や、重罪を犯す意図での火器および弾薬の輸送を含む火器犯罪で最大50年の懲役を受ける可能性があった。両者は有罪を認め、各々9年の懲役を言い渡された。
法執行機関によると、男たちは2020年のVCDLロビー日集会で複数の位置から発砲する計画を立てていた。ビルブロウは、アゾフ大隊と戦うことについても以前に話していた。マシューズは他の人々に「いくつかのクソ列車を脱線させ、人を殺し、水供給を毒するように」と指示していた。また、「白人種が生き残ることを望むなら、貴様は自分のクソな役割を果たさなければならない」とも話していた。レムリーは待ちきれず、「初めての殺しを主張することに興奮している」と語り、警察官を待ち伏せして殺し、装備を奪うことができると発言した。
別のカナダのネオナチは、2019年11月にマシューズの数か月後にアメリカ国境を越えようとしたが、アメリカ税関・国境警備局の戦術的テロリズム対応チームに拘留された。攻撃用ライフル、ショットガン、ピストル、そして大量のアトムヴァッフェン・ディビジョンのプロパガンダが発見された。連邦捜査局の宣誓供述書によると、その男はアメリカのネオナチと会う予定で、電力の停電を引き起こすために電気変電所を攻撃することについて話し合っていた。
2020年9月18日、トロント警察は34歳のギルヘルム・「ウィリアム」・フォン・ノイテゲムを逮捕し、モハメド・アスリム・ザフィスの殺人で起訴した。ザフィスは地元のモスクの管理人で、喉を切られて死んでいるのが見つかった。トロント警察は、この殺人が数日前にザフィスの殺人が行われた場所から短い距離のところで発生したランプリート・シンの刺殺事件に関連している可能性があると述べた。フォン・ノイテゲムはO9Aのメンバーで、彼に属するとされるソーシャルメディアアカウントはグループを宣伝し、フォン・ノイテゲムがサタニズム的な詠唱を行っている録音を含んでいた。彼の家にはO9Aのシンボルを飾ったモノリスの祭壇もあった。カナダ反ヘイトネットワークのエヴァン・バルゴードによると、彼らはカナダにもっと多くのO9Aメンバーとその関連組織である北方騎士団が存在することを認識している。
カナダ軍は2020年10月、CJIRUの特殊部隊の兵士が北方騎士団およびO9Aのメンバーであると自己申告した後、内部調査を開始した。SPLCによると、その男は「これらの組織の中でかなり有名で高位の人々の中にいる」とされ、マシューズやメイソンの知人である。
このグループは2021年2月3日にテロ組織として指定された。
2022年5月、RCMPは、アトムヴァッフェンとの関係があるとされるオンタリオ州のセス・バートランドに対してテロ罪で起訴した。彼はまた、トランスジェンダーセンターを破壊した罪でも起訴された。2022年6月、RCMPは、アトムヴァッフェン・ディビジョンに関連しているとされるケベック州の田舎にあるサン＝フェルディナンとプレッシスビルの家に突撃した。 ラ・プレスは、その突撃はビクトリアビルの旧校舎にあるアトムヴァッフェンの訓練キャンプに関連していると報じた。北方騎士団のメンバー、パトリック・ゴードン・マクドナルドは、2023年7月5日にカナダ警察に逮捕され、テロリストグループへの参加、テロ活動の助長、テロリストグループのための犯罪の実行で起訴された。
2023年12月8日、オンタリオ州の2人の男性、クリストファー・ニッパックとマシュー・アルソープが、アトムヴァッフェンのためのプロパガンダを作成し、テロリストグループのメンバーシップで起訴された。2024年10月30日、カナダのアトムヴァッフェンのメンバー、アレクサンダー・ムーカが逮捕された。ムーカは、160社から顧客情報をハッキングし、それを使って恐喝したとされている。AT&Tだけでも、盗まれた情報を削除するために370,000ドルを支払った。

### バルト三国（フォイヤークリーク・ディビジョン）

FKDの旗。

2018年10月、アトムヴァッフェンをモデルにしたグループがフォイヤークリーク・ディビジョン（Feuerkrieg Division）（Feuerkriegはドイツ語で「火の戦争」）と名乗り、バルト三国で設立された。設立された最も可能性が高いのはエストニアのサーレマー島である。そこには指導格のメンバーが数人住んでいる。2019年中頃、フォイヤークリークは、ベルギーの欧州議会議員ヒー・フェルホフスタットとYouTubeのCEOスーザン・ウォジスキに対して死の脅迫を発表したことで注目を集めた。フォイヤークリークは以前、ディラン・ルーフ、ロバート・バウワーズ、ティモシー・マクベイ、ブレントン・ハリソン・タラントの行動を称賛し、政府当局、ユダヤ人、LGBTQの人々、左派、フェミニストに対する暴力を奨励してきた。グループが制作したプロパガンダビデオには、エストニアで自家製爆発物を製造し、爆破するメンバーの姿が映っている。フォイヤークリークはまた、メンバーに過酸化アセトン爆弾の作り方を指示するビデオを共有した。過酸化アセトン爆弾は、マンチェスターアリーナ爆破事件でISISによって使用された。2019年6月13日、フォイヤークリーク・ディビジョンはアイルランドでの存在を発表し、イギリス、アメリカ、カナダ、ドイツの人々に大陸間ネットワークに参加するよう奨励した。同年後半、アイルランドの警察は、殺人計画に関与したとしてアイルランドからアトムヴァッフェンネットワークのメンバーを追放したと発表した。
エストニアの国営放送によると、調査によりエストニアの国会議員ルーベン・カーレップ（エストニア保守人民党）が、元ナショナル・アクションのイギリスのネオナチテロリストと関係していることが明らかになった。元ナショナル・アクションのメンバーはその後、アトムヴァッフェン・ディビジョンのイギリス支部を形成し、カーレップの故郷エストニアにフォイヤークリーク・ディビジョンという形で支部を開設した。名誉毀損防止同盟とホープ・ノット・ヘイトも、アメリカとイギリスのナチスおよびアゾフのメンバーがタリンを何度も訪れ、カーレップやフォイヤークリークと共にイベントを組織していることを確認した。「これは2019年初頭に始まり、元々はゾンネンクリークと共に組織されていた」と述べられている。フィンランド抵抗運動とその後継のアトムヴァッフェン・フィンランドもこのグループと協力している。カーレップはまた、ブルー・アウェイクニングからリクルートされた若者たちのグループに対して、ピストルや突撃銃を使った銃器訓練を組織していたことが判明した。その中にはアトムヴァッフェンに関連する頭蓋骨マスクを着用した者もおり、ナチス式敬礼をしている様子が示された。カーレップは、彼らが武装闘争と法と秩序の崩壊に備えていると述べた。エストニア内務省は彼のイベントに対して以前から懸念を表明していた。
2019年9月2日、イギリスの警察は、大規模な銃撃事件と放火攻撃を計画していた16歳のフォイヤークリークのメンバーを逮捕した。この陸軍士官候補生は、アドルフ・ヒトラーとジェームズ・メイソンへの敬意を表明していた。検察官ミシェル・ネルソンは、彼が「オカルトナチズム」とサタニズムに従っていると述べた。彼はまた、攻撃の準備としてダラム地域のシナゴーグを調査し、別の男性と銃を購入することについて話し合ったとされている。彼はまた、ネオナチの友人から危険な化学物質を入手しようとした。少年は、攻撃の準備として「共感を捨てる」必要があると日記に書いていた。グループは、警察の施設の住所を公開し、メンバーや支持者にウェスト・ミッドランズの警察署長デイブ・トンプソンを殺すように促した。すべての警察は「人種の裏切り者」であり、警察署は「地元の国家社会主義者にとって高価値の標的と見なされるべきだ」と付け加えられていた。2019年11月20日、彼はテロ攻撃の準備といくつかの他のテロ犯罪で有罪判決を受け、保釈を待っていた。テロ犯罪に加えて、彼は12歳の少女に対する性的暴行の罪でも起訴されている。彼は最終的に、テロ犯罪に加えて5件の性的暴行で有罪判決を受けた。
2019年10月8日、フォイヤークリーク・ディビジョンは、リトアニアのヴィリニュスにあるバルチコニス通りのウエスタンユニオンオフィスへの爆撃失敗の責任を負い、爆弾が作られている映像を投稿し、「我々の脅威は空虚ではない」と述べた。ナチスのシンボルも建物にスプレーで描かれた。翌日、21歳のルーク・ハンターがロンドンの裁判所に出廷し、テロ関連の罪で起訴された。彼はフォイヤークリーク・ディビジョンを支持し、ユダヤ人、非白人、同性愛者の大量殺戮を奨励したとされている。2020年12月、彼は4年の懲役刑を言い渡された。その後、21歳のリトアニア人ゲディミナス・ベルジンスカスが逮捕され、爆撃の罪で起訴され、リトアニア警察は彼のアパートから大量の爆発物と銃器を押収した。また、彼のギャングが以前に10代の少女に対する残虐な暴行と性的暴力で起訴されていたことも明らかになった。エストニア内務省も、彼らの作戦がフォイヤークリーク・ディビジョンの別のメンバーによるエストニアでの同様の爆撃を阻止したと述べた。
2020年1月16日、22歳のラトビア人アールトゥルス・アイスプルスが、ヘルシンキでの新年の祝賀中に「ムスリムと外国人」の群衆の中で爆弾を爆発させる計画を立てていたとして、テロ行為の準備で起訴された。彼のアパートの捜索中、警察は彼が所有していた大量のプロパガンダを発見し、彼をネオナチネットワークに結びつけた。これに対し、フォイヤークリーク・ディビジョンは公の活動を停止すると発表した。しかし、バルカン半島と東欧からドイツへの武器密輸に関するデア・シュピーゲルの調査によれば、活動の停止は法執行機関を狙った策略であり、グループは依然として非常に活発であるとされている。
エストニアの「Eesti Ekspress」によると、エストニア内務省は、グループのリーダーおよびリクルーターの一人とされる地元のティーンエイジャーを拘束した。彼は「コマンダー」または「クリークスヘル」（司令官）というニックネームの下で活動していた。彼は他の人々に爆弾の作り方を指示し、攻撃の計画について話し、メンバーに準軍事訓練に参加するよう促していた。しかし、当局は彼の未成年者としての地位のために法的に逮捕することができず、犯罪責任を問われることはなかった。彼のグループ内での地位は「Eesti Ekspress」によっても争われていた。公開された写真では、少年が頭蓋骨のマスクを着用し、ピストルを持って、カーレップが主催する銃器訓練に参加している様子が見られる。カーレップは「ケルト・ヴァルター」という偽名の下でグループのチャットにも参加していたと考えられている。
イギリスでは、内務省が2020年7月13日に「フォイヤークリーク・ディビジョン」をテロ組織として指定したと発表し、その指定は7月17日に発効した。さらに、ジョン・マン男爵は「FKDとゾンネンクリーク・ディビジョンがエストニアと強い関係を持っているように見える。エストニアの閣僚と話し合いを行い、バルト諸国におけるこのような組織の成長の理由について何を学べるかを見てみるべきだ」と提案した。
2020年9月2日、ウォリックシャーのポール・ダンリーヴィーがバーミンガム王立裁判所に出廷し、テロ行為の準備をしたとして起訴された。彼は「人種戦争を引き起こす」ために武装し、マスシューティングのために体を鍛えていると主張したとされている。この目的のためにハンドガンと弾薬を入手していた。彼は2020年10月2日に有罪判決を受け、5年6か月の懲役刑を言い渡された。2021年2月1日、イギリスのフォイヤークリーク・ディビジョンの支部のリーダーとされるコーニッシュのティーンエイジャーが12件のテロ関連犯罪に対して有罪を認め、イギリスで最も若い有罪判決を受けたテロリストの一人となった。警察は2019年に彼の自宅を銃器のために捜索し、爆弾製造の指示書とO9Aの文献を発見した。ルカ・ベニンカーサは2023年1月にウィンチェスター王立裁判所で9年3か月の刑を言い渡された。彼は爆弾製造の指示を持っており、フォイヤークリーク・ディビジョンとO9Aのリクルーターおよび「著名なメンバー」だった。彼はテロ関連犯罪および児童ポルノ所持に対して有罪を認めた。
2023年5月、オーストリア全土で大規模な作戦が行われ、フォイヤークリークに関連しているとされる10人に突撃を行い、逮捕した。警察はまた、複数の銃器とナチスの関連物品を押収した。ウィーンの男性は爆弾を製造し、テロ攻撃を呼びかけたとして告発された。
2024年7月、東欧の極右加速主義グループ「マニアック・マーダー・カルト（MKU）」のリーダー、ミハイル・「ブッチャー」・チキフイシュビリ（ジョージア出身）が逮捕され、ユダヤ人を毒殺する計画により50年の懲役を求刑されている。彼の下でMKUはフォイヤークリークと協力していた。2024年7月1日、ドイツの21歳のフォイヤークリークのメンバーが、犯罪組織の一員であることなどの理由で2年の懲役を言い渡された。2023年5月の家宅捜索では、彼のアパートから銃器と防弾チョッキが押収された。フォイヤークリークのチャットでは、ユダヤ人やムスリムを毒ガスや爆発物で攻撃することについて話していた。同時に、彼はユダヤ人の施設で警備員として雇われており、銃器が支給されていた。しかし、彼は計画を実行する前に警察に阻止された。

### ロシア（AWDルスラント）

AWDRの旗。

2020年5月31日、アトムヴァッフェンはロシアでの新しい支部AWDルスラントの結成を発表した。AWDルスラントは、米国務省によってテロ組織に指定されたロシア帝国運動から軍事訓練を受けている。このグループと提携している米国市民も参加したと考えられている。アトムヴァッフェンの指導者、カレブ・コールは、ロシア帝国運動によって訓練されたアメリカ人の一人だった。アトムヴァッフェンとロシア帝国運動の関係は、ブランドン・ラッセルがロシア帝国運動の指導者と会った2015年にまで遡る。CTEC（Center on Terrorism, Extremism and Counterterrorism）によると、アトムヴァッフェンのメンバーらは、少なくとも2018年と2020年頃にロシア帝国運動の施設で訓練を受け、グループ間にはある程度の「重複」がある。
BBCニュースロシアの調査で、グループのメンバーの一部を特定することに成功した。一部は、27件のヘイトクライム殺人を行い、警察の情報提供者を斬首したことで禁止されている国家社会主義協会（National Socialist Society）で以前活動していた。メンバーは、ブレントン・タラントの加速主義的マニフェストのロシア語訳を公開した。この本のコピーは、モスクワのロシア連邦保安庁本部で複数の連邦保安局職員を射殺したとされるエフゲニー・マニュロフのアパートで発見された。AWDルスラントは、残りのアトムヴァッフェン・ネットワークおよびウクライナのガリツィアの関連する過激派との接触を維持している。2020年7月、ウクライナ保安庁は、印刷機を操作し、マニフェストやその他のナチスの文献の印刷版を販売していたとされるキーウのネオナチと提携している者に対して強制捜査を実施した。シナゴーグを焼き払おうとしていたオデーサのネオナチグループに対しても強制捜査が行われた。強制捜査では銃器が押収された。ウクライナ保安庁によると、これらの作戦はどちらもロシア出身の男性によって主導されたという。
他の地域と同様に、AWDロシアはロシアのO9A支部とつながっている。このグループは、殺人、教会の放火、性的暴行、児童買春、オカルト過激派資料の所持、宗教的および人種的憎悪による殺人扇動など、数多くの犯罪に関与している。複数のメンバーが逮捕され、1人は強制精神科治療に送られた。2021年8月20日、カレリアとサンクトペテルブルクでサタニズム的儀式殺人を行ったとして、O9Aのメンバー4人が逮捕された。彼らの自宅から大量の麻薬が見つかったため、そのうちの2人は大規模な麻薬取引の罪でも起訴されている。2021年10月、ブリヤート共和国でAWDの支部が、政府と移民に対する攻撃を計画したとして逮捕された。警察は、ウラン・ウデの隠れ家から銃器、爆発物、ナチスの道具を押収した。ロシアにおけるアトムヴァッフェンの活動を受けて、『スィージ』は「過激派資料」として禁止された。
AWDロシアは、ロシアのONA、ルシッチ・グループ、ロシア帝国運動からなる、2022年ロシアのウクライナ侵攻（特別軍事作戦）に参加しているネオナチグループの連合の一部であり、ある程度の重複がある。

### イタリア (新社会秩序)
Already previously active in the Italian speaking Switzerland, by 2021, Atomwaffen had a full-fledged chapter in Italy with 38 members, formed in Savona. The group is called Nuovo Ordine Sociale or New Social Order in English. On January 22, 2021, the police arrested a 22 year old leader named Andrea Cavalleri in Savona and searched the houses of 12 other members in Genoa, Turin, Cagliari, Forlì-Cesena, Palermo, Perugia, Bologna and Cuneo in an anti-terrorism operation. Various firearms were seized. Cavalleri is suspected, among other things, of preparing to commit a mass shooting and the police believe they foiled an attack. Ten rifles and three pistols were confiscated from his house. According to investigators he also had published and distributed propaganda inciting a revolution against "Zionist Occupation Government" and extermination of the Jewish people and "race traitors". Cavalleri also allegedly encouraged people to commit mass murder attacks like Anders Breivik and Brenton Tarrant and rape and kill enemies of the group. He is charged with forming a terrorist organization and incitement to criminal actions motivated by racial hatred. The NOS described itself as "A special unit of National Socialist revolutionaries" which "only welcomes warriors ready to die" and has "race war as its main purpose".
On December 27, 2021, five Italian Atomwaffen leaders were arrested and searches were conducted in Pordenone, Brindisi, Milan, Turin, Ferrara, Modena, Verona and Bologna. Nazi propaganda and weapons were confiscated during the raids. The arrested leaders are suspected of distributing information on explosives. On February 5, 2024, 24-year-old Luigi Antonio Pennelli was sentenced to 5 years in prison for "apologia and recruiting for Nazism". Pennelli had joined Atomwaffen two years prior.

### フィンランド（AWDフィンランド）
アトムヴァッフェン・ディビジョン・フィンランド「シートイン大隊」（Atomwaffen Division Finland "Siitoin Squadron" AWDSS）は、2019年に北欧抵抗運動（NRM）が禁止された後に結成され、地下グループのメンバーが加速主義とオカルト主義を受け入れた。ペッカ・シートインにちなんで名付けられたAWDSSは、2021年9月15日に発表された。この日、ドイツにおける卍旗の採用とニュルンベルク法の制定の記念日であり、メンバーが突撃銃を持っている映像が公開された。しかし、グループは発表のかなり前から活動しており、数人のメンバーは以前に反ファシスト活動家によって暴露されていた。元NRMの極右加速主義者たちは、AWDSSの結成前に一時的に国家社会主義青年隊（Kansallissosialistinuoret）として活動していた。AWDSSは、隣国エストニアのフォイヤークリーク・ディビジョンと特に密接な関係を維持している。フィンランド国営放送の調査によると、NRMやオーディンの戦士たちに以前関与していた既知のメンバーの3分の2が暴力犯罪で有罪判決を受けており、複数の者が殺人で有罪判決を受けている。 フィンランドのアトムヴァッフェンのメンバーは、プライベートチャットで政治的敵を強姦することについて話し、銃器訓練のビデオを公開している。
AWDSSは、フィンランドのO9Aネクションと接続され、メンバーシップを共有している。フィンランドの国会議員ヴィルヘルム・ユンニラは、アトムヴァッフェンに関する新聞記事を引用し、全国的に活動するこのグループを禁止組織のリストに追加すべきだと述べた。2021年9月、セーブ・ザ・チルドレン財団は、アトムヴァッフェンやO9Aのような極端な運動がフィンランドで子供を育成し、勧誘していると警告した以前、5人のフィンランド人が複数の子供に対する性的虐待で逮捕され、警察によると、その活動には「ナチズムとサタニズム」、およびメタンフェタミンの消費が含まれていた。2021年9月25日、アトムヴァッフェンのメンバーはヘルシンキでのナチスのデモに対する反ファシストのカウンターデモ参加者を襲撃し、現場で警察に逮捕された。アトムヴァッフェンとフィンランドの「ブラック・オーダー・ロッジ」は、元憲兵を勧誘して国境警備民兵を結成した。セウラ誌によると、一部のメンバーは以前アゾフ大隊に所属していた。アゾフに加えて、ロシア帝国運動もフィンランドのネオナチに準軍事訓練を提供している。ィンランドのネオナチは、地元の極右親露政党によってウクライナの戦争に勧誘されている。
2021年12月4日、フィンランド警察はカンカーンパーでテロ攻撃を計画していた疑いで5人のメンバーを逮捕し、突撃銃を含む多数の火器、40キロの爆薬、数百リットルの爆発物前駆体を押収した。フィンランドのメディアによると、彼らはAWDフィンランドの構成員であった。さらに、彼らは加速主義とO9Aサタニズムのイデオロギーに従っていた。彼らは、爆薬を入手していたニーニサロの難民センターを爆破する計画を立てていた疑いがあり、同様に、彼らはホモフォビックな攻撃や別の難民センターの放火の疑いも持たれている。2023年7月、フィンランド警察はラハティで突撃銃を所持し、加速主義とスィージに従い、インフラ、電力網、鉄道を攻撃することで人種間戦争を引き起こす計画を立てていた5人の男を逮捕した。彼らは新しいアトムヴァッフェンの細胞を結成することを話し合い、首相サンナ・マリンを暗殺することを検討していた。報告によると、彼らは少なくともロシアでの訓練を計画しており、ヤヌス・プトコネンと会っていた。後にイルタレヒティは、彼らが火器と爆薬の使用に関する訓練を受けていたことを確認した。さらに、グループは左翼のターゲットに対して強盗を行っていた。2023年10月31日、ラハティの男たちはテロリズムの罪で有罪判決を受けた。29歳のヴィルヤム・ニーマンは3年4か月の刑を言い渡された。2001年生まれの男は7か月の保護観察を言い渡され、1996年生まれの別の男は1年9か月の刑を言い渡された。4人目の男は1年2か月の懲役を言い渡された。フィンランド警察は、儀式的殺人を計画していた疑いのあるニーマンのO9A信者および関連者を調査し、その後逮捕した。その男は、フィンランド社会民主党、緑の同盟、左翼同盟 (フィンランド)の事務所に送られた一連の手紙爆弾の疑いも持たれている。
2023年11月現在、フィンランド警察はO9Aおよびアトムヴァッフェンに関連する少なくとも3件のテロ事件を調査している。イルタレヒティによると、タンペレのフィンランド中央ネクションは、同市の未解決の殺人事件に潜在的に関連している可能性がある。

### フランス (ルーヴル)
ル・パリジャンによると、シモンと呼ばれるフランス人男性が、ニコラスとして知られるアルザス地域圏の男性と共に、ヒトラーの誕生日である4月20日に二重大量殺人を計画していた。準備として、シモンはすでに彼の出身高校とセーヌ＝マリティーム県の近くのモスクを下見していた。シモンは「コロンバインよりもひどいことをしたい」と書き、また大量殺人者アンネシュ・ベーリング・ブレイビクへの賞賛を表明していた。シモンは9月28日に国内治安総局（DGSI）の警察によって逮捕され、拘留された。反テロリズム裁判官の前に連行され、彼は「犯罪的テロリスト団体」のために起訴され、勾留された。彼の自宅では、約20本のナイフと、望遠鏡付きの長銃とショットガンを含む少なくとも3丁の火器のコレクションが発見された。アトムヴァッフェン・ディビジョンを通じて、シモンは彼の「戦友」レイラ・Bとニコラスに出会った。シモンと同様に、レイラ・Bも彼女の高校で致命的な攻撃を実行する計画を立てていた。彼女はまた、イースター休暇中に自宅に最も近い教会に爆弾を仕掛ける計画も立てていた。計画された行動日の数日前にDGSIによって検出され、彼女は2021年4月8日に「犯罪的テロリスト団体」として起訴された。

### アルゼンチン（AWDアルゼンチン）
The existence of Atomwaffen Division affiliate in Argentina was first reported in early 2020. Tomás Gershanik of the Public Prosecutor's Office in Buenos Aires stated that Argentina is no exception, and the local chapter spreads propaganda in universities and organizes firearm drills. The expose by the media was spurred by Grand Rabbi Gabriel Davidovich of Asociación Mutual Israelita Argentina being violently beaten by the Argentinian neo-Nazis. According to Cyber Threats Research Centre (CYTREC) at Swansea University, AWD Argentina maintains contacts with Atomwaffen-affiliated neo-Nazis in neighbouring Brazil. Atomwaffen Argentina is member of Iron Order, a coalition of accelerationist groups. In October 2023, a new Atomwaffen cell was discovered in Mar del Plata by the police, and assault rifles were confiscated in raids. Atomwaffen cells in Tucumán, Santa Fe and General Belgrano, Buenos Aires were also raided by the police, and some of the arrested were minors.
Two Atomwaffen members were arrested for threatening a prominent Argentinian LGBT activist and "forming a white supremacist association".
The attempted assassination of Cristina Fernández de Kirchner was inspired by Atomwaffen according to Tiempo Argentina.

### ブラジル（AWDブラジル）
Since the presidency of Jair Bolsonaro, Atomwaffen and other organizations have rapidly worked to create neo-Nazi cells, counting up to 330 as of 2019, this growth being even with the number of hate crimes. 
The offshoot of the Atomwaffen Division has been active since at least 2019, responsible for translating and disseminating propaganda in Portuguese and distribution of a manual for making explosive devices.
In May 2021, in the podcast "Infiltrado No Cast", presenter Ale Santos infiltrated an AWD Brasil chat, using false information, documenting the group's recruitment process.
In November 2023, Brazilian Intelligence Agency arrested seven men affiliated with Atomwaffen in an operation titled "Operation Accelerare". Around 100 civil police officers participated in the action. They are charged with participation in a criminal group and promoting Nazism. The men were allegedly leaders of the neo-nazi cells in Rio Grande do Sul and Ceará. The police also raided 23 addresses in Rio Grande do Sul, Curitiba, São Paulo, Araçoiaba da Serra, Ribeirão Pires and Fortaleza where they seized electronic devices, weapons and nazi paraphernalia.
During 2023, Brasil suffered a series of school shootings and attacks, some of them inspired by the Columbine Massacre and attacks carried out by neo-Nazis.
 As an example, Gabriel Rodrigues Castiglioni, perpetrator of two shootings that occurred in Aracruz, used to be active in Terrorgram Collective and during the shooting wore a swastika patch and Atomwaffen uniform. He confessed to being the perpetrator of the crime and stated that he planned it for two years. Furthermore, his father shared an image of the book Mein Kampf on social networks. The publication was deleted after the crime.

### スペイン（青の師団）
In September 2020, the Civil Guard and the Mossos d'Esquadra arrested two men in La Pobla de Cérvoles and El Campello, for planning terror attacks in order to provoke a "race war". Explosives and firearms were confiscated in the raid. The men had been involved with a project to create all-white rural community and stockpile firearms for the collapse of the society. Two months later, in December 2020, two men in Pamplona and Ronda were arrested for plotting similar terror attacks. According to the investigators the four men were involved with Atomwaffen Division and had produced Atomwaffen propaganda in Spanish. Besides stockpiling firearms and explosives, the men manufactured aphrodisiac psychoactive drugs. In addition to these late 2020 arrests, El Confidencial reported of two previous foiled terror attacks by affiliated men: A young man with 150 kilos of explosives planned to blow up the University of the Balearic Islands and a Mexican national living in Spain planned to attack a far-left demonstration with Asphyxiant gas.
Later in December 2023, the Spanish Civil Guard arrested 11 leaders and an additional 11 individuals are under investigation for belonging to a Nazi paramilitary group linked to Atomwaffen. Ten firearms, more than 9,000 cartridges, 34 bottles of sulfuric acid, explosive precursors, and numerous prohibited weapons were seized. The association had headquarters in the province of Málaga.

## 文化
アトムヴァッフェンは、Vice TVの「アメリカの連合ギャング：アトムヴァッフェン」、公共放送サービスの「ドキュメンティング・ヘイト：新アメリカのナチス」、デア・シュピーゲルの「イン・フェア：アトムヴァッフェン・ディビジョン」（パート1と2）、MSNBCの「ブレイキング・ヘイト：アトムヴァッフェン・ディビジョン」の5本の長編ドキュメンタリーの対象となっている。
カリン・スローターの本『ラスト・ウィドウ』では、ブランドン・ラッセルがネオナチのリーダーとして登場する。サラ・アンドレの『インセンディアリー・アトラクション』では、アトムヴァッフェン・ディビジョンの姉妹グループである架空のネオナチグループ「ザ・レース」が登場し、ムスリムを殺害するテロ攻撃を行う。マーティン・J・ベストの『ゴースト・ハンター：オカルトゥス』では、アトムヴァッフェンとゾンネンクリークがサタニズム的儀礼的殺害に関連していることが言及されている。